# Extremo Norte de Queensland
O Extremo Norte de Queensland, conhecido pela abreviação FNQ, é a parte mais setentrional do estado australiano de Queensland. Sua maior cidade é Cairns e é dominada geograficamente pelo Cabo York, que se estende para o norte até o Estreito de Torres e a oeste até o Golfo Country. As águas do Estreito de Torres incluem a única fronteira internacional na área contígua ao continente australiano, entre a Austrália e Papua-Nova Guiné.
Em 2010 a região tinha uma população de 280.638 habitantes.